# 港鐵巴士K75綫
港鐵巴士K75綫是元朗區一條已停辦的港鐵巴士路綫，循環來往天水圍站及洪水橋，依次途經廈村、輕鐵洪水橋站及洪福邨，只於星期一至五非繁忙時間服務，而星期六及假日則提供全日服務。
過去K75綫是少數採用無限循環線形式運作的巴士路線，有關安排已於2016年3月27日K75A綫投入服務當天取消，此路綫起點站自此遷往天水圍站，同時兩綫實施聯合班次。本路線已於2021年8月30日停止運作。

## 路線歷史
本線前身為輕鐵接駁巴士657，於1988年9月25日配合九廣輕鐵第1期系統通車而開辦，初時總站為元朗（東）。當時，元朗市中心亦有接駁巴士655（即今K65）來往服務元朗至屏山一帶，以輕鐵屏山站為指定轉車站；為節省資源，同年11月6日縮短至洪水橋站，1989年7月2日改為駛入洪天路，不再駛經屏山，和改以輕鐵洪水橋站為指定轉車站。1996年5月1日起，車費$3.0。
原本計劃於九廣西鐵通車後，將原有657改稱K75，並於平日繁忙時間延長至天瑞邨，但因天水圍北支線通車初期，輕鐵服務強差人意，因此將平日繁忙時間天瑞至洪水橋的班次提早於2003年11月12日投入服務，並正名為K75P，方便居民識別。而657亦由2003年12月14日起更改為K75，並繞經天水圍站。
2009年11月29日起，本綫遷移至天水圍站公共運輸交匯處作總站。
可是，港鐵原訂的改動是，乘客必須於天水圍站下車，洪水橋登車的乘客經天水圍站往廈村等都需要再另付車資。不過該乘客通告發出後數天，卻修訂原有改動，保留原有「無限循環運作」方式，乘客由洪水橋上車抵達天水圍站後無需下車，可繼續前往田廈路。
- 2015年8月16日：
  - 往港鐵天水圍站方向增停洪天路「洪福邨」分站；
  - 削減班次至15-30分鐘一班，以配合K75P提升為全日服務。[1]
  - 增設繁忙時間短途班次K75S，穿梭於港鐵天水圍站與洪福邨間，以向該邨居民提供西鐵綫接駁巴士服務。當時建議此路綫雙邊設置總站，而沿途不設任何中途站[2]。此路綫其後獲修訂為循環運作，以港鐵天水圍站為總站，並補回K75及K75P於此路綫沿路設立的所有分站。
- 2016年3月27日：K75綫提早尾班車時間、取消逢星期一至五繁忙時段服務及取消「無限循環運作」方式。[3]
- 2016年5月29日：橋昌路東公共運輸交匯處因居屋屏欣苑建築工程而永久關閉，終點站臨時遷往屏廈路東行近天盛苑；起點站則遷往屏廈路北行近橋發街。[4]
- 2018年10月2日：天水圍站公共運輸交匯處原址重置工程完竣，此路線總站於當日開始遷往該處，而天盛苑則恢復為中途站。[5]
- 2019年6月12日 : 增設實時到站時間查詢服務。[6][7]
- 2021年8月30日：取消服務，合併入K75P綫。

### 運作方式
K75綫於2016年3月27日前是採用「無限循環運作」方式，即是開出頭班車後不斷作循環，即是無限循環綫。車輛中途到達天水圍站後會上落客，然後待到達開車時間便開車，巴士車長不會下車，亦不會趕乘客下車，直至司機轉下一更為止，因此洪水橋登車的乘客經天水圍站往廈村等都不需再另付車資。
配合K75A綫開辦，K75綫的「無限循環運作」方式被取消。

## 服務時間及班次
| 天水圍站開           | 天水圍站開 | 天水圍站開 | 天水圍站開 | 天水圍站開 | 天水圍站開 | 天水圍站開 | 天水圍站開 | 天水圍站開 |
| 星期一至五           | 星期一至五 | 星期一至五 | 星期一至五 | 星期一至五 | 星期一至五 | 星期一至五 | 星期一至五 | 星期一至五 |
| -------------------- | ---------- | ---------- | ---------- | ---------- | ---------- | ---------- | ---------- | ---------- |
| 06:00                | 06:30      | 09:30      | 10:00      | 10:30      | 11:00      | 11:30      | 12:00      | 12:30      |
| 13:00                | 13:30      | 14:00      | 14:30      | 15:00      | 15:30      | 16:00      | 16:30      | 17:00      |
| 20:00                | 20:30      | 21:00      | 21:30      | 22:00      | 22:30      | 23:00      | 23:30      |            |
| 星期六、日及公眾假期 |            |            |            |            |            |            |            |            |
| 06:30                | 07:00      | 07:30      | 08:00      | 08:30      | 09:30      | 10:00      | 10:30      | 11:00      |
| 11:30                | 12:00      | 12:30      | 13:00      | 13:30      | 14:00      | 14:30      | 15:00      | 15:30      |
| 16:00                | 16:30      | 17:00      | 17:30      | 18:00      | 18:30      | 19:00      | 19:30      | 20:00      |
| 20:30                | 21:00      | 21:30      | 22:00      | 22:30      | 23:00      | 23:30      |            |            |

## 收費
| 車費 | 車費                             | 現金 | 八達通 |
| 成人 | 成人                             | $4.8 | $4.8   |
| 特惠 | 小童                             | $2.1 | $2.1   |
| 特惠 | 長者及12歲以下殘疾兒童           | $2.1 | $2.0   |
| 特惠 | 「學生身分」個人八達通持有人     | $4.8 | $2.1   |
| 特惠 | 「殘疾人士身分」個人八達通持有人 | $4.8 | $2.0   |

| - 3至11歲為小童；65歲或以上為長者。 - 乘客可以現金或八達通於上車時付款，不設找續。 - 合資格學生使用「學生身份」個人八達通繳付車資，可享有特惠車費優惠，費用相等於小童車費，如以現金繳付車費，則必須繳付成人車費。 - 65歲或以上長者使用「樂悠咭」，以及合資格殘疾人士（包括12歲以下合資格殘疾兒童）使用「殘疾人士身份」個人八達通（包括「樂悠咭」）繳付車資，可享有每程$2.0或特惠車費（以較低者為準）的票價優惠；65歲或以上長者如使用長者或一般個人八達通繳付車資，則只可享有相等於小童車費優惠；12至64歲殘疾人士如以現金繳付車費，則必須繳付成人車費。 - 60至64歲香港居民使用「樂悠咭」繳付車資，可享有每程$2.0或成人車費（以較低者為準）的票價優惠，如以現金繳付車費，則必須繳付成人車費。 - 持有全月通2（屯門—南昌）或全月通3（屯門—紅磡）之乘客在車票有效期內確認八達通乘搭本路綫，可獲免費。 - 持有屯門—南昌全日通、遊客全日通或港鐵認可之指定智能車票之乘客在車票有效期內確認有效車票，可獲免費乘搭本路綫。 - 所有港鐵車票（包括但不限於輕鐵車票、港鐵紀念車票及搭十送一車票等；不包括屯門—南昌全日通及指定日子使用的紀念車票），不會獲得免費轉乘優惠。 - 每位成人乘客可免費攜帶最多兩名3歲以下而不佔座位的兒童乘客乘車，超額之3歲以下小童必須繳付小童車費乘車。 - 港鐵公司職員及家屬（不包括外判職員）可免費乘搭本路綫，惟必須拍職員或職員家屬八達通。 - 使用八達通的乘客，於上車拍卡後一小時內轉乘港鐵重鐵網絡（機場快綫除外）／輕鐵，或於港鐵重鐵網絡（機場快綫除外）出閘／輕鐵出站後一小時內轉乘本綫，本路綫車資可獲減免。 - 如轉乘模式為輕鐵／港鐵巴士→港鐵（屯馬綫）→輕鐵／港鐵巴士，整個轉乘行程不可超過兩小時。 |

- 由本路綫於上車後1小時內轉乘K65綫、K76綫，或由上述路綫轉乘本路綫，可免收車資。

## 派車
K75（及前身657線）初期採用MCW 9.7米雙層巴士（1XX）行走，之後改以三菱單層巴士（3XX）行駛。隨著三菱單層巴士年事已高需退役，港鐵巴士改派最新款的Enviro 200 Dart單層巴士（9XX）行駛本線，由2015年底起，因應洪福邨帶來的客量增長，所有班次都改用雙層巴士行走。
K75曾在非繁忙時間會派出2輛單層巴士，繁忙時間則派出3輛單層巴士。但後來港鐵私下減車，K75全日各派出1輛雙層巴士行駛，繁忙時間則派出1輛雙層巴士。

## 行車路綫
- 經：屏廈路、田廈路、青山公路－洪水橋段、洪天路及屏廈路。

### 沿線車站

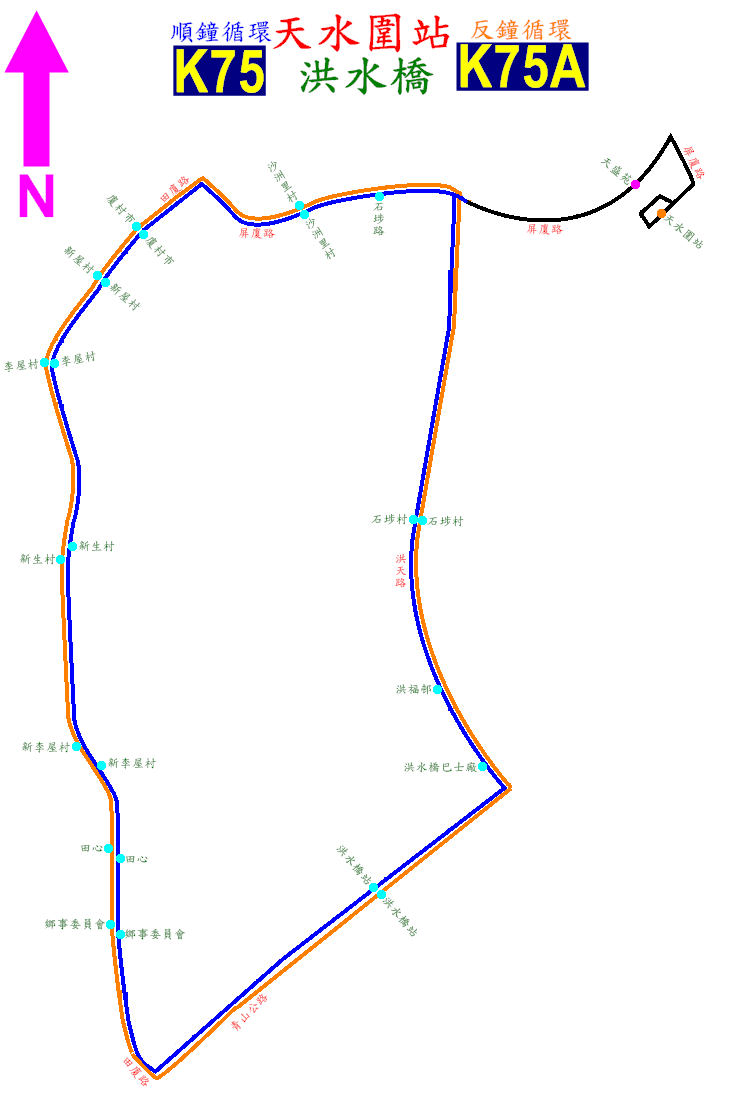
K75線及K75A線的走線圖，當中藍線表示K75的走線，反時針方向行駛；而橙線則表示K75A線的走線，順時針方向行駛

| 天水圍站開 | 天水圍站開   | 天水圍站開             |
| 序號       | 車站名稱     | 位置                   |
| ---------- | ------------ | ---------------------- |
| 1          | 天水圍站     | 天水圍站公共運輸交匯處 |
| 2          | 天盛苑       | 屏廈路                 |
| 3          | 石埗路       | 屏廈路                 |
| 4          | 沙洲里村     | 屏廈路                 |
| 5          | 廈村市       | 田廈路                 |
| 6          | 新屋村       | 田廈路                 |
| 7          | 李屋村       | 田廈路                 |
| 8          | 新生村       | 田廈路                 |
| 9          | 新李屋村     | 田廈路                 |
| 10         | 田心         | 田廈路                 |
| 11         | 鄉事委員會   | 田廈路                 |
| 12         | 洪水橋站     | 青山公路－洪水橋段     |
| 13         | 洪水橋巴士廠 | 洪天路                 |
| 14         | 洪福邨       | 洪天路                 |
| 15         | 石埗村       | 洪天路                 |
| 16         | 天盛苑       | 屏廈路                 |
| 17         | 天水圍站     | 天水圍站公共運輸交匯處 |

## 使用狀況
本線自開辦以來均是廈村的主要接駁屯馬綫的路線。由於服務範圍小，初期只須一輛單層巴士即可應付需求，即使K75P線全日服務前，亦只須使用兩輛單層巴士。
自2015年K75P更改行車方向開始，此路線與之完全重疊，淪為K75P之「輔助線」。因此線巴士經常與K75P同時到站，故此往往全程空載，造成資源浪費。
根據服務提升計劃及其他資料顯示，此路線載客率如下：
2015年：早上繁忙時段整體載客率約30-40%，最繁忙路段每小時的可載客量為1100人次。
由於此路線與K75P完全重疊，港鐵公司於2021年8月30日取消此線服務，並併入K75P線以改善其服務水平。

## 外部連結
港鐵
- 港鐵巴士K75綫路線圖 （页面存档备份，存于）
- 港鐵巴士K75綫 （页面存档备份，存于）

OpenStreetMap
- K75綫路線圖 （页面存档备份，存于）
- 香港巴士大典上的相关条目：港鐵巴士K75綫